# Tyler Moore
Pour les articles homonymes, voir Moore.
Ne pas confondre avec Mary Tyler Moore.
Tyler Michael Moore (né le 30 janvier 1987 à Brandon, Mississippi, États-Unis) est un joueur de premier but et de champ extérieur ayant évolué en Ligue majeure de baseball pour les Nationals de Washington et les Marlins de Miami entre 2012 et 2017.

## Carrière
Joueur des Bulldogs de l'université d'État du Mississippi, Tyler Moore est repêché en 16e ronde par les Nationals de Washington en 2008.
Il fait ses débuts dans le baseball majeur avec Washington le 29 avril 2012. Il réussit son premier coup sûr en carrière le jour même face au lanceur Chris Capuano des Dodgers de Los Angeles. Le 13 juin, il frappe les deux premiers circuits de sa carrière dans un match des Nationals à Toronto, sa première réussite étant aux dépens de Kyle Drabek. Moore obtient 10 circuits et 29 points produits en 75 matchs joués pour les Nats en 2012, et maintient une moyenne au bâton de ,263. Le 7 octobre, les Nationals jouent le premier match éliminatoire depuis leur arrivée à Washington et, amené comme frappeur suppléant, Moore fait gagner son équipe 3-2 avec un coup sûr bon pour deux points contre les Cardinals de Saint-Louis en Série de division de la Ligue nationale.